# Dziwisz z Romiszowic (kasztelan)
Dziwisz z Romiszowic herbu Jelita (ur. ok. 1335 – zm. ok. 1411) – łowczy sieradzki (1372 – 1374), kasztelan spicymierski (1384 – 1409)
Syn Dziwisza z Romiszowic i Mierzyna, cześnika sieradzkiego, oraz córki Andrzeja z Koprzywnicy. Wnuk wojewody sieradzkiego Klemensa z Mierzyna.
Brat Klemensa z Chodowa, kasztelana kazimierskiego, Jakusza z Romiszowic, kasztelana rospierskiego i Jarosława z Mierzyna, cześnika sieradzkiego.  
Uczestniczył w zjeździe szlachty w Radomsku w 1384, związanym z konfliktem wokół obsadzenia tronu polskiego po śmierci Ludwika Węgierskiego.
Właściciel Romiszowic, Pokrzywnicy (Koprzywnicy), Przezwisk, Zachłodzic, Kałów, Woli Kalskiej, Zamościa, Prażki, Woli Praskiej (in. Łazanowskiej, Helszczynej), ul. Koprzywnickiej w Piątku. 
Posiadał obronny dwór rycerski (fortalicjum) w Romiszewicach.
Zmarł przed 17 marca 1411, prawdopodobnie uczestnicząc w kampanii wojennej Jagiełły przeciwko Krzyżakom (1409–1411).
Dwukrotnie żonaty: I v. z Heleną II v. z Anną z Suchcic.  Miał córki Elżbietę i nieznaną z imienia córkę za Niemierzą z Sokolinik oraz synów Jakuba, Tomasza i Andrzeja (kanonika gnieźnieńskiego i łęczyckiego). 